# 玛丽·沃什伯恩
玛丽·沃什伯恩（英語：Mary Washburn，1907年8月4日—1994年2月2日），美国女子田径运动员，主攻短跑。她曾代表美国参加1928年夏季奥林匹克运动会田径比赛，获得女子4×100米接力银牌。